# Dłusko (Węgorzyno)

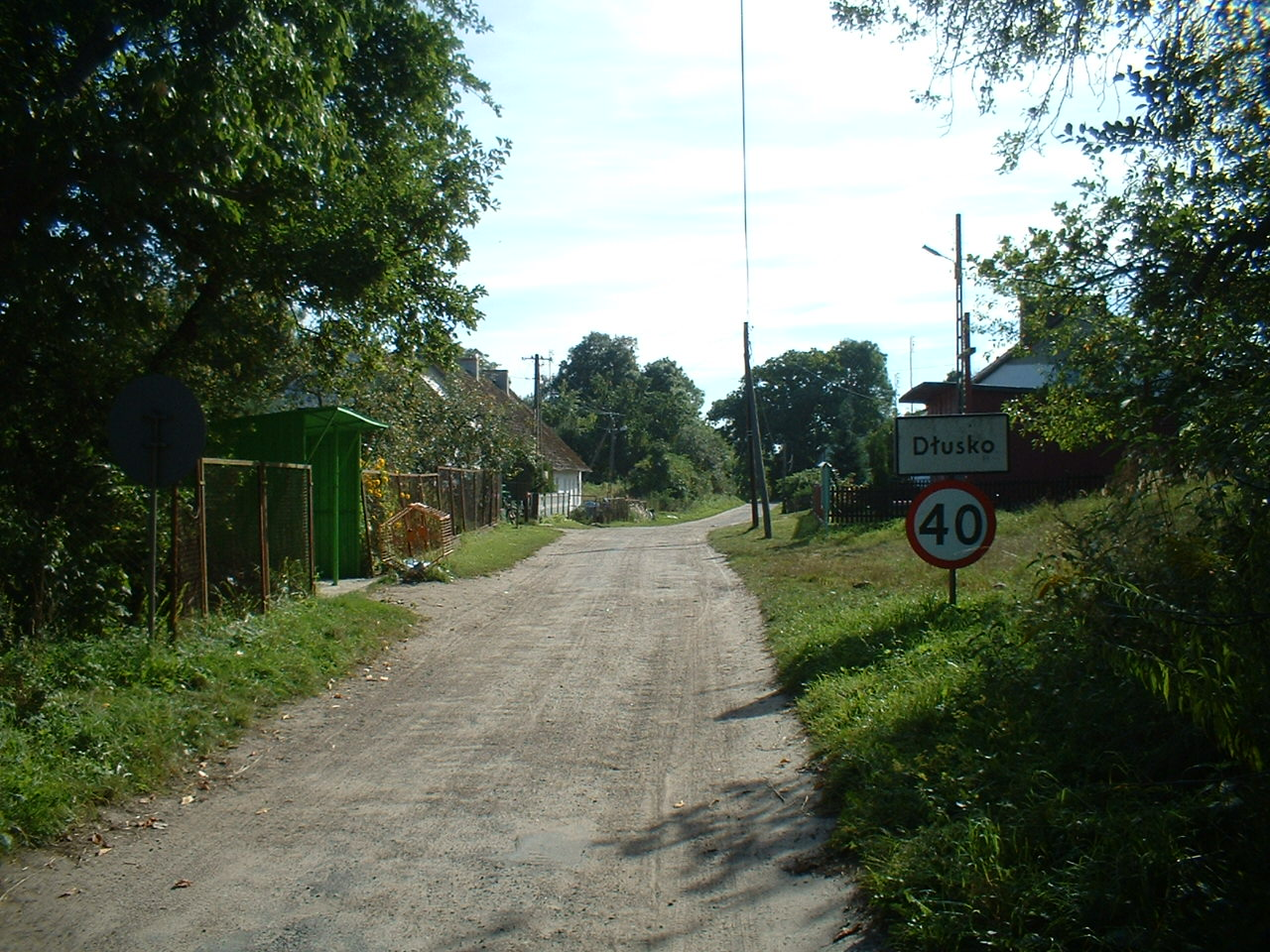
Ortsbild (2005)

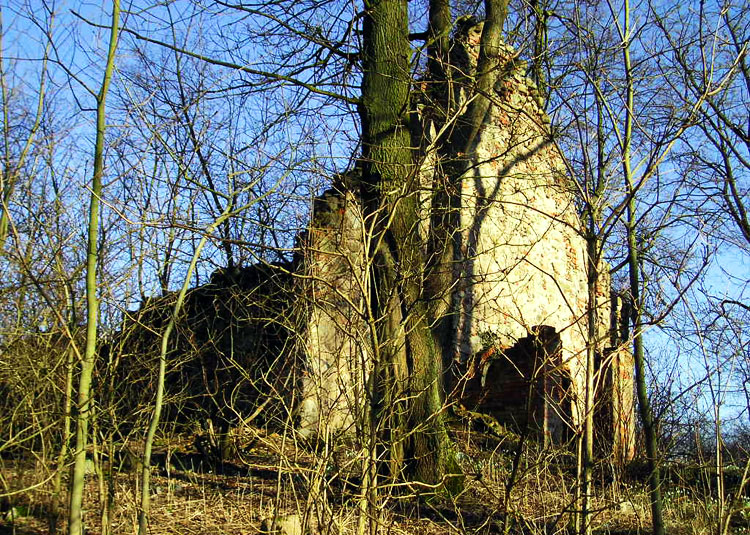
Ruine der barocken evangelischen Dorfkirche, Aufnahme 2008

Dłusko (Blankenhagen / Blankenhagen bei Teschendorf) ist ein Dorf in der polnischen Woiwodschaft Westpommern. Es gehört zur Gmina Węgorzyno (Stadt- und Landgemeinde Wangerin) im Powiat Łobeski (Labeser Kreis).

## Lage
Das Dorf liegt in Hinterpommern, gut 60 km östlich von Stettin und etwa 18 km südwestlich der Kreisstadt Łobez (Labes). Südlich des Dorfes erstreckt sich der See Dłusko (Dolgensee). 
Die nächsten Nachbarorte sind im Nordwesten Cieszyno (Teschendorf), im Norden Winniki (Winningen), im Osten Podlipce (Piepstock), im Südosten am Ostufer des Dolgensees Sarnikierz (Dorotheenthal) und im Westen Sątyrz Pierwszy (Sadelberg).

## Geschichte
Blankenhagen gehörte bis ins 19. Jahrhundert zur Neumark, wurde aber mit der Neubildung der Kreise im Jahre 1818 in den Kreis Regenwalde der Provinz Pommern eingegliedert. Unabhängig davon blieb das Rittergut Blankenhagen dem provinzialständischen Verband der Neumark zugehörig. Unter den Besitzern des Rittergutes Blankenhagen war Otto Ulrich von Dewitz († 1808), Präsident des Geheimen Rates von Mecklenburg-Strelitz; ein Nachlass über die Verpachtung dieses Gutes und weiterer Güter durch Otto Ulrich von Dewitz ist im Landeshauptarchiv Schwerin erhalten.

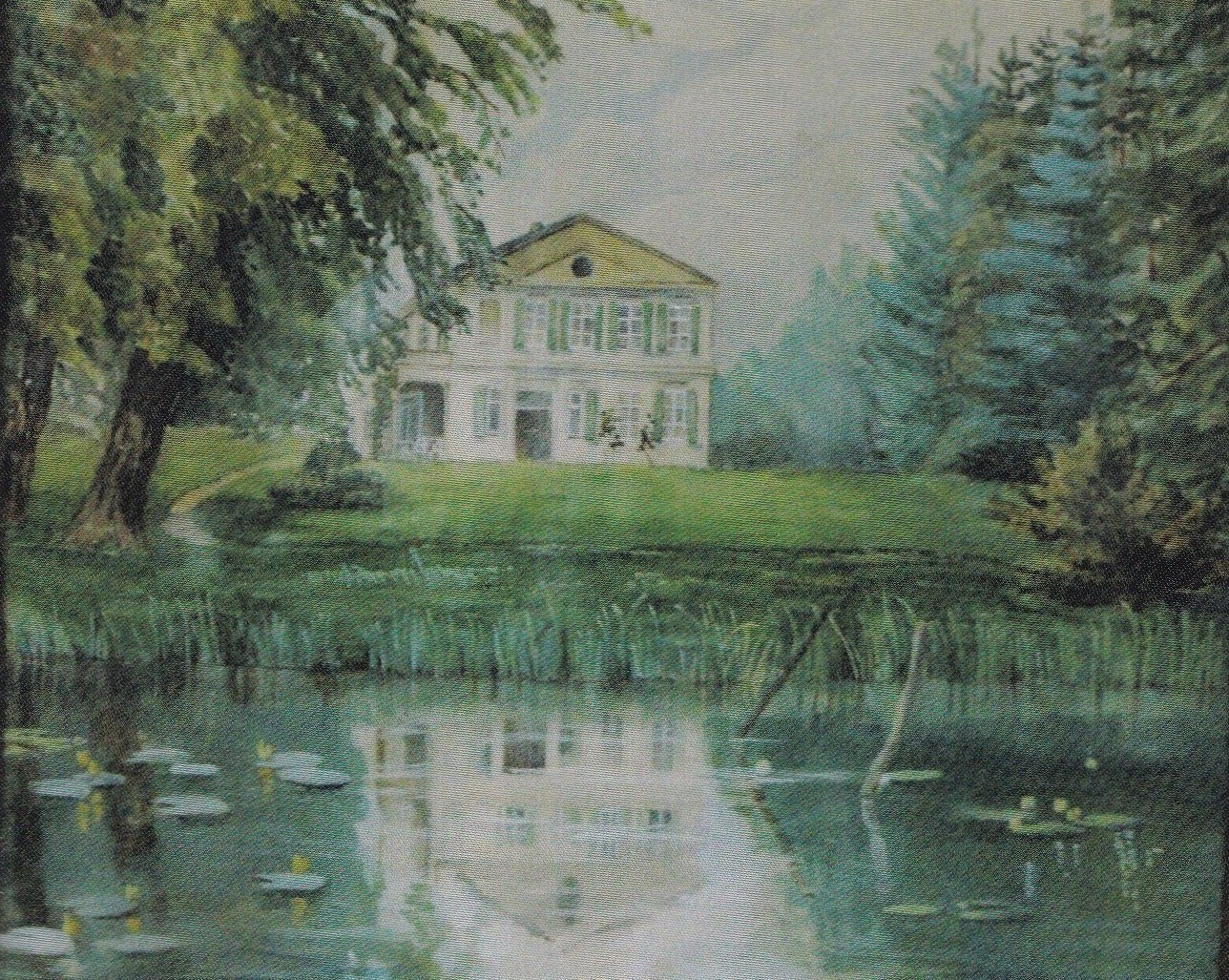
Gutshaus Blankenhagen vom Dolgensee her, von Louise Damköhler nach einem Photo von etwa 1935

Um 1870 umfasste der Gutsbezirk des Ritterguts Blankenhagen 4318 Morgen Land mit 207 Einwohnern. Zum Gutsbezirk gehörten neben dem eigentlichen Gut die Siedlungen („Colonien“) Buchholz und Dorotheenthal. Im 19. Jahrhundert gehörte das Rittergut unterschiedlichen bürgerlichen Besitzern, bevor die Doetinchem de Rande es erwarben und in Person Dietrich von Doetinchems (1904–1980) bis 1945 behielten, der es 1922 bis 1934 seiner Schwester Hilda von Doetinchem (verh. von Wissmann; 1898–1987) überließ. Auch auf Gütern der Umgebung, Piepstock, Polchow bei Wangerin, Ruhnow und Winningen saßen Angehörige der Doetinchem. Neben Gut Blankenhagen bestand das Kirchdorf Blankenhagen, also die Landgemeinde. Um 1870 umfasste die Landgemeinde 299 Morgen Land mit 60 Einwohnern. Die Kirche war eine Tochterkirche der Kirche in Ruhnow. 
Im Zuge der Auflösung der Gutsbezirke 1928 bis 1930 wurde der Gutsbezirk Blankenhagen in die Landgemeinde eingegliedert. Dorotheenthal wurde eine eigene Landgemeinde. Bis 1945 bildete Blankenhagen eine Landgemeinde im Kreis Regenwalde im Regierungsbezirk Stettin der preußischen Provinz Pommern des Deutschen Reichs. Die Ortschaft war dem Amtsbezirk Ruhnow zugeordnet.
Im Jahre 1933 zählte die Gemeinde 327 Einwohner, 315 dann im Jahre 1939. Zu der Gemeinde gehörten neben dem Dorf Blankenhagen die Wohnplätze Frauenberg und Neu Buchholz.
Gutsverwalter Otto Paschke führte Anfang März 1945 einen Treck von Blankenhagenern via Usedom nach Löwenstedt. Die sowjetische Besatzungsmacht überließ Blankenhagen, wie ganz Hinterpommern (mit Ausnahme militärischer Sperrgebiete), in der zweiten Jahreshälfte 1945 der Volksrepublik Polen zur Verwaltung. In der Folgezeit wurde die einheimische Bevölkerung, soweit überhaupt verblieben, von der polnischen Administration aus dem Kreisgebiet vertrieben. Erste neue Familie am Ort war die auf Treck von sowjetischen Truppen überholte masurische Familie Dominik, die den polnischen Behörden zu deutsch war, um auf ihren eigenen Bauernhof in Masuren zurückkehren und zu slawisch, um in die Sowjetische Besatzungszone Deutschlands weiterziehen zu dürfen. Bald darauf begannen Polen zuzuwandern. Der Ort erhielt den polnischen Namen „Dłusko“.

## Sohn des Ortes
- Claus-Helmuth von Wissmann (1923–2015), deutscher Unternehmensleiter und langjähriger Ordenskanzler des Johanniterordens